# Ángel Morales Santos
Ángel Alejandro Morales Santos (Avellaneda, Buenos Aires, Argentina, 14 de abril de 1975) es un exfutbolista argentino, que jugaba de mediocampista. Su primer equipo fue el Independiente, su último club antes de retirarse fue Huracán.
Su trayectoria incluye a doce equipos de cinco países diferentes.
Luego de su retiro, 'Matute' se dedicó a la representación de jugadores, dejando de lado la idea de ser director técnico.

## Trayectoria
Surgido en Independiente, debutó profesionalmente en ese equipo en el año 1993. Un tiempo más tarde tuvo un paso por Platense (temporada 1994-1995), para luego regresar al equipo rojo de Avellaneda. Casi no jugó en la temporada siguiente, pero sí lo hizo de buena forma en la temporada 1996-1997, cuando Independiente era dirigido por César Menotti, 'Matute' registró 32 partidos y 5 goles.
Luego de ese pasaje fue contratado por Sampdoria de Italia para reemplazar al histórico Roberto Mancini. Su llegada creó gran expectativa entre los Tifosi y se lo agració con la camiseta número 10, pero solo pudo actuar en los primeros partidos de su nuevo equipo. Luego fue confinado a la suplencia por el resto de la temporada, quedando más relegado aún tras la destitución de Menotti como director técnico. En definitiva, Matute jugó sólo 9 partidos y convirtió un gol ante la Juventus, cosa que a la postre poco significaría para lograr la continuidad en el club.
Más tarde jugó en España, para después volver a Avellaneda, pero en la vereda de enfrente, en Racing Club. Tuvo un destacado paso por la 'Academia', incluso convirtió gol en el Clásico de Avellaneda.
Tras un año en Argentina, llegó a la Primera División de México, para firmar con Cruz Azul, equipo en el que jugaría durante tres Temporadas.
Con Cruz Azul, llegó a la final de la Copa Libertadores 2001, logrando el subcampeonato; compartió vestidor –entre otros– con: Óscar Pérez, Juan Reynoso, Pablo Galdames, Héctor Adomaitis, José Saturnino Cardozo y Juan Francisco Palencia.
Recaló en el Veracruz para el torneo Apertura 2002.
Después de dos Temporadas en el puerto veracruzano, volvió a Argentina para jugar con Racing Club.
En el primer semestre del 2006, regresó a México para enrolarse en los Dorados de Sinaloa, jugando junto a Josep Guardiola y Washington Sebastián Abreu.
Tras descender con el cuadro 'Culichi', Morales firmó con Banfield. 
Después de un año con 'El Taladro', llegó a Olimpo de Bahía Blanca.
A mediados del 2008, se incorporó al Club Nacional de Football. Si bien en sus primeros meses en Nacional, bajo la conducción de Gerardo Pelusso, no logró continuidad, a mediados de 2009 con la llegada de Eduardo Acevedo, y la compañía de la joven promesa, Nicolas Lodeiro, logró un mejor rendimiento y se convirtió en pieza clave de la creación del equipo. Así se ganó el corazón de toda la parcialidad tricolor, siendo quizás el extranjero más querido de los últimos tiempos, luego de Gonzalo Bergessio en el conjunto del Parque Central.[cita requerida]
Tras su paso por el fútbol uruguayo, a mediados de 2010 retornó a Argentina, para retirarse en el Club Atlético Huracán.

## Clubes
| Club               | País      | Año       |
| ------------------ | --------- | --------- |
| Independiente      | Argentina | 1994-1995 |
| Platense           | Argentina | 1995      |
| Independiente      | Argentina | 1996-1997 |
| Sampdoria          | Italia    | 1997      |
| Mérida             | España    | 1998      |
| Racing             | Argentina | 1998-1999 |
| Cruz Azul          | México    | 1999-2002 |
| Veracruz           | México    | 2002-2004 |
| Racing             | Argentina | 2004-2005 |
| Dorados de Sinaloa | México    | 2006      |
| Banfield           | Argentina | 2006-2007 |
| Olimpo             | Argentina | 2007-2008 |
| Nacional           | Uruguay   | 2008-2010 |
| Huracán            | Argentina | 2010-2011 |

## Palmarés

### Campeonatos nacionales
| Título               | Club      | Sede       | Año     |
| -------------------- | --------- | ---------- | ------- |
| Pre Pre Libertadores | Cruz Azul | Fresno     | 2000    |
| Primera División     | Nacional  | Montevideo | 2008-09 |

### Campeonatos internacionales
| Título                 | Club          | Sede             | Año  |
| ---------------------- | ------------- | ---------------- | ---- |
| Supercopa Sudamericana | Independiente | Avellaneda       | 1994 |
| Recopa Sudamericana    | Independiente | Tokio            | 1995 |
| Copa Pre Libertadores  | Cruz Azul     | Ciudad de México | 2001 |